# Willem Alberts
Willem Alberts (nacido en Pretoria el 11 de mayo de 1984) es un jugador de rugby sudafricano, que jugó de ala u número 8 para la selección de rugby de Sudáfrica y, actualmente para el equipo el Stade Français Paris del Top 14 Francés 
Debutó con la selección sudafricana se produjo en un partido contra Gales en el Millenium Stadium en Cardiff el 13 de noviembre de 2010. Formó parte del equipo sudafricano que jugó la Copa Mundial de Rugby de 2011 y asimismo con la selección sudafricana que ganó el bronce en la Copa del Mundo de Rugby de 2015 celebrada en Inglaterra.